# Lenguas zambales
Las lenguas zambales (inglés: Sambalic languages) son parte de la familia lingüística de la parte central de la isla de Luzón habladas por los zambales, un grupo étnico de las zonas costeras occidentales y de los montes Zambales.
Agrupa varios idiomas que se hablan en los municipios del norte de Zambales y también en los de Bolinao y Anda en Pangasinán.
| Idioma     | Hablado por | Fuente      |
| ---------- | ----------- | ----------- |
| Abellen    | 3,500       | Stone, 2005 |
| Ambala     | 2,000       | Ramos, 2004 |
| Antsi      | 4,200       | Stock, 2005 |
| Bolinaense | 105,000     |             |
| Botolan    | 72,000      |             |
| Indi       | 5,000       | SIL 1998    |
| Mariveleño | 500         | Wurm, 2000  |
| Zambal     | 200,000     |             |
| Total      | 392,200     |             |

## Texto comparativo
Para comparar empleamos la siguiente frase: El que no reconoce sus inicios no llegará a su destino
- Inglés: He who does not acknowledge his beginnings will not reach his destination,
- Zambal: Hiyay kay tanda mamanomtom ha pinag'ibatan, kay 'ya maka'lato ha ampako'tawan.
- Bolinao: Si [tawon] kai magtanda’ lumingap sa ibwatan [na], kai ya mirate’ sa keen [na].
- Botolán: Hay ahe nin nanlek ha pinag-ibatan, ay ahe makarateng ha lalakwen.
- Tagalo: Ang hindi marunong lumingon sa pinanggalingan ay hindi makararating sa paroroonan.